# Reyer Venezia Mestre Femminile 2016-2017
Questa voce raccoglie le informazioni riguardanti il Reyer Venezia Mestre Femminile nelle competizioni ufficiali della stagione 2016-2017.

## Stagione
La stagione 2016-2017 della Umana Venezia è la quattordicesima che disputa in Serie A1 dalla rifondazione del 1998.
La squadra partecipa per il secondo anno consecutivo all'EuroCup.

## Verdetti stagionali
Competizioni nazionali
- Serie A1: (28 partite)

stagione regolare: 3º posto su 12 squadre (17-5);
play-off: semifinale persa contro Lucca (0-3).
- Coppa Italia: (2 partite)

Final four: semifinale persa contro Schio.
Competizioni europee
- EuroCup: (10 partite)

stagione regolare: 1º posto su 4 squadre nel gruppo G (4-2);
sconfitta agli ottavi di finale dallo Yakın Doğu (0-2).

## Roster
|    | Naz.                                  | Ruolo | Sportivo            | Anno | Alt. |  |             |
| -- | ------------------------------------- | ----- | ------------------- | ---- | ---- |  | ----------- |
| 2  | Serbia (bandiera) · Italia (bandiera) | A     | Milica Mićović      | 1984 | 182  |  |             |
| 4  | Italia (bandiera)                     | G     | Francesca Melchiori | 1993 | 170  |  |             |
| 5  | Italia (bandiera)                     | P     | Debora Carangelo    | 1992 | 163  |  | (capitano)  |
| 11 | Italia (bandiera)                     | C     | Martina Sandri      | 1988 | 184  |  |             |
| 13 | Italia (bandiera)                     | AC    | Lorela Cubaj        | 1999 | 191  |  |             |
| 14 | Slovacchia (bandiera)                 | AC    | Marie Růžičková     | 1986 | 192  |  | (vice cap.) |
| 15 | Italia (bandiera)                     | P     | Caterina Dotto      | 1993 | 165  |  |             |
| 16 | Italia (bandiera)                     | AC    | Elena Castello      | 1998 | 182  |  |             |
| 18 | Italia (bandiera)                     | AC    | Sara Madera         | 2000 | 186  |  |             |
| 21 | Italia (bandiera)                     | P     | Giulia Zecchin      | 1997 | 177  |  |             |
| 23 | Italia (bandiera)                     | PG    | Anna Togliani       | 1998 | 168  |  |             |
| 25 | Italia (bandiera)                     | P     | Federica Destro     | 1998 | 170  |  |             |
| 32 | Italia (bandiera)                     | PG    | Giulia Togliani     | 1998 | 168  |  |             |
| 33 | Stati Uniti (bandiera)                | P     | Ashleigh Fontenette | 1989 | 172  |  |             |
| 44 | Stati Uniti (bandiera)                | AC    | Ashley Walker       | 1987 | 187  |  |             |
| 55 | Italia (bandiera)                     | A     | Silvia Favento      | 1985 | 185  |  |             |

## Mercato
Confermato l'allenatore Andrea Liberalotto e la giocatrici Debora Carangelo, Caterina Dotto, Ashleigh Lauren Fontenette, Francesca Melchiori, Marie Růžičková, e Martina Sandri, la società ha effettuato i seguenti trasferimenti:
| Acquisti | Acquisti        | Acquisti               | Acquisti            |
| R.       | Nome            | da                     | Modalità            |
| -------- | --------------- | ---------------------- | ------------------- |
| A        | Milica Mićović  | Eirene Ragusa          | definitivo          |
| AC       | Ashley Walker   | Famila Schio           | definitivo          |
| A        | Silvia Favento  | San Martino            | definitivo          |
| AC       | Elena Castello  | Sistema Rosa Pordenone | doppio tesseramento |
| AC       | Sara Madera     | Sistema Rosa Pordenone | doppio tesseramento |
| PG       | Anna Togliani   | Sistema Rosa Pordenone | doppio tesseramento |
| P        | Federica Destro | Sistema Rosa Pordenone | doppio tesseramento |
| PG       | Giulia Togliani | Sistema Rosa Pordenone | doppio tesseramento |

| Cessioni | Cessioni           | Cessioni                | Cessioni       |
| R.       | Nome               | a                       | Modalità       |
| -------- | ------------------ | ----------------------- | -------------- |
| P        | Rachele Porcu      | PB63 Battipaglia        | fine contratto |
| A        | Karima Christmas   | Winnus Guri             | fine contratto |
| GA       | Francesca Pan      | Georgia Tech University | fine contratto |
| G        | Benedetta Bagnara  | Eirene Ragusa           | fine contratto |
| AC       | Alessandra Formica | Eirene Ragusa           | fine contratto |

## Risultati

### Serie A1

#### Play-off

##### Quarti di finale
| Arbitri: | Alessandro Saraceni (Bologna) Stefano Del Greco (Verona) Francesco Meneghini (Thiene) |

|           |          |                    |
| Walker 16 | Punti    | 15 Gray            |
| Dotto 4   | Assist   | 3 Cinili, González |
| Walker 8  | Rimbalzi | 13 Gray            |

| Arbitri: | Guido Giovannetti (Terni) Pasquale Pecorella (Trani) Diletta Bandinelli (Siena) |

|                    |          |                     |
| Gemelos 19         | Punti    | 19 Walker           |
| Cinili, Gemelos 4  | Assist   | 2 Dotto, Fontenette |
| Gray, Plaisance 10 | Rimbalzi | 10 Růžičková        |

| Arbitri: | Daniele Foti (Milano) Simone Patti (Siracusa) Angela Castiglione (Palermo) |

|              |          |                    |
| Růžičková 19 | Punti    | 15 Gray            |
| Fontenette 4 | Assist   | 2 González, Gray   |
| Růžičková 10 | Rimbalzi | 14 Gray, Plaisance |

##### Semifinale
| Arbitri: | Martino Galasso (Siena) Giampaolo Marota (San Benedetto del Tronto) Duccio Maschio (Firenze) |

|            |          |              |
| Harmon 19  | Punti    | 16 Carangelo |
|            | Assist   | 2 Walker     |
| Pedersen 8 | Rimbalzi | 7 Růžičková  |

| Arbitri: | Andrea Bongiorni (Pisa) Valerio Salustri (Roma) Silvia Marziali (Edolo) |

|             |          |              |
| Pedersen 16 | Punti    | 15 Carangelo |
| Wojta 3     | Assist   | 2 Carangelo  |
| Harmon 10   | Rimbalzi | 8 Růžičková  |

| Arbitri: | Jacopo Pazzaglia (Cattolica) Marco Marton (Conegliano) Elena Colazzo (Galatina) |

|                      |          |                       |
| Walker 14            | Punti    | 14 F. Dotto, Pedersen |
| Fontenette 4         | Assist   | 7 F. Dotto            |
| Fontenette, Walker 7 | Rimbalzi | 10 Pedersen           |

### Coppa Italia

#### Secondo turno
| Arbitri: | Marco Rudellat (Nuoro) Christian Mottola (Milano) Michela Padovano (Corato) |

|                    |          |              |
| Walker 22          | Punti    | 11 Bratka    |
| Carangelo, Dotto 4 | Assist   | 3 Zara       |
| Růžičková 7        | Rimbalzi | 4 Bonvecchio |

#### Final four

##### Semifinale
| Arbitri: | Daniele Foti (Milano) Angela Castiglione (Palermo) Diletta Bandinelli (Siena) |

|                      |          |           |
| Walker 16            | Punti    | 15 Macchi |
| Mićović 3            | Assist   | 4 Macchi  |
| Růžičková, Walker 10 | Rimbalzi | 8 Macchi  |

### EuroCup (Eurocoppa)

#### Regular season

##### Gruppo G
|    | Squadra             | Pt. | G | V | P | PF  | PS  | diff |
| -- | ------------------- | --- | - | - | - | --- | --- | ---- |
| 1. | Umana Reyer Venezia | 10  | 6 | 4 | 2 | 413 | 377 | +36  |
| 2. | Cavigal Nice Basket | 10  | 6 | 4 | 2 | 371 | 376 | -5   |
| 3. | Elfic Fribourg      | 8   | 6 | 2 | 4 | 360 | 391 | -31  |
| 4. | Basket Landes       | 8   | 6 | 2 | 4 | 419 | 419 | 0    |

| Arbitri: | Ilona Kucerova Tamas Földhazi Özlem Yalman |

|               |          |              |
| Tarakchian 19 | Punti    | 23 Walker    |
| Rol 6         | Assist   | 7 Fontenette |
| Tarakchian 12 | Rimbalzi | 10 Růžičková |

| Arbitri: | Fernando Calatrava Cuevas Vasiliki Tsaroucha Özlem Yalman |

|             |          |                   |
| Walker 29   | Punti    | 19 Ayim           |
| Carangelo 8 | Assist   | 6 Barennes        |
| Walker 13   | Rimbalzi | 5 Barennes, Casas |

| Arbitri: | Konstantin Simonow Nuno Monteiro Bernard Vassallo |

|             |          |                       |
| Macaulay 24 | Punti    | 15 Růžičková          |
| Bär 6       | Assist   | 3 Fontenette, Mićović |
| Macaulay 6  | Rimbalzi | 7 Walker              |

| Arbitri: | Marko Vuckovic Mila Cavara Branislav Mrdak |

|                       |          |               |
| Růžičková 24          | Punti    | 20 Tarakchian |
| Fontenette, Mićović 4 | Assist   | 4 Davis       |
| Růžičková 14          | Rimbalzi | 10 Tarakchian |

| Arbitri: | Maciej Nazimek Anna Cardus Vincent Delestrée |

|                    |          |              |
| Dumerc 26          | Punti    | 19 Carangelo |
| Dumerc, Plagnard 6 | Assist   | 4 Carangelo  |
| Milapie 10         | Rimbalzi | 8 Růžičková  |

| Arbitri: | Jelena Smiljanic Petar Denkovski Özlem Yalman |

|               |          |             |
| Fontenette 19 | Punti    | 9 Anderson  |
| Carangelo 4   | Assist   | 4 Duchet    |
| Walker 11     | Rimbalzi | 11 Macaulay |

#### Sedicesimi di finale
| Arbitri: | Petar Denkovski Chris Dodds Bernard Vassallo |

|                         |          |                           |
| Carangelo 14            | Punti    | 14 Levitsky               |
| Fontenette, Růžičková 5 | Assist   | 3 Abdi, Levitsky, Wheeler |
| Růžičková 14            | Rimbalzi | 11 Graves                 |

| Arbitri: | Sergey Mikhaylov Mykola Ambrosov Alin Faur |

|                 |          |              |
| Doron 20        | Punti    | 15 Carangelo |
| Abdi, Wheeler 3 | Assist   | 5 Dotto      |
| Graves 8        | Rimbalzi | 10 Růžičková |

#### Ottavi di finale
| Arbitri: | Francisco Araña Jean-Charles Collin Ivan Milicevic |

|             |          |                  |
| Walker 21   | Punti    | 17 McBride       |
| Carangelo 7 | Assist   | 7 Vandersloot    |
| Walker 12   | Rimbalzi | 18 Hollingsworth |

| Arbitri: | Vasiliki Tsaroucha Ofer Manheim Tomislav Vovk |

|                         |          |                       |
| McBride, Vandersloot 21 | Punti    | 12 Růžičková, Walker  |
| Vandersloot 6           | Assist   | 3 Fontenette, Mićović |
| Hollingsworth 9         | Rimbalzi | 7 Růžičková           |

## Statistiche

### Statistiche di squadra
| Competizione | Punti | In casa | In casa | In casa | In casa | In casa | In trasferta | In trasferta | In trasferta | In trasferta | In trasferta | Totale | Totale | Totale | Totale | Totale | Totale |
| Competizione | Punti | G       | V       | P       | Ptf     | Pts     | G            | V            | P            | Ptf          | Pts          | G      | V      | P      | Ptf    | Pts    | Diff.  |
| ------------ | ----- | ------- | ------- | ------- | ------- | ------- | ------------ | ------------ | ------------ | ------------ | ------------ | ------ | ------ | ------ | ------ | ------ | ------ |
| Serie A1     | 34    | 11      | 11      | 0       | 773     | 536     | 11           | 6            | 5            | 723          | 657          | 22     | 17     | 5      | 1496   | 1193   | +303   |
| Play-off     |       | 3       | 2       | 1       | 176     | 166     | 3            | 0            | 3            | 175          | 208          | 6      | 2      | 4      | 351    | 374    | -23    |
| Coppa Italia |       | 2       | 1       | 1       | 133     | 110     | -            | -            | -            | -            | -            | 2      | 1      | 1      | 133    | 110    | +23    |
| EuroCup      | 10    | 5       | 5       | 0       | 340     | 284     | 5            | 2            | 3            | 313          | 318          | 10     | 7      | 3      | 653    | 602    | +51    |
| Totale       | 44    | 21      | 19      | 2       | 1422    | 1096    | 19           | 8            | 11           | 1211         | 1183         | 40     | 27     | 13     | 2633   | 2279   | +354   |

### Andamento in campionato
| Giornata  | 1 | 2 | 3 | 4 | 5 | 6 | 7 | 8 | 9 | 10 | 11 | 12 | 13 | 14 | 15 | 16 | 17 | 18 | 19 | 20 | 21 | 22 |
| --------- | - | - | - | - | - | - | - | - | - | -- | -- | -- | -- | -- | -- | -- | -- | -- | -- | -- | -- | -- |
| Luogo     | C | T | C | T | C | T | C | T | C | T  | C  | T  | C  | T  | C  | T  | C  | T  | C  | T  | C  | T  |
| Risultato | V | V | V | V | V | P | V | V | V | P  | V  | V  | V  | P  | V  | V  | V  | P  | V  | V  | V  | P  |
| Posizione | 4 | 3 | 2 | 2 | 2 | 3 | 3 | 3 | 3 | 3  | 2  | 2  | 2  | 3  | 3  | 3  | 2  | 3  | 2  | 2  | 2  | 3  |

Legenda:

Luogo: C = Casa; T = Trasferta. Risultato: V = Vittoria; N = Pareggio; P = Sconfitta.

### Statistiche delle giocatrici
Campionato (stagione regolare e play-off) e Coppa Italia
| Giocatrice          | Partite | Partite | Partite | Pun | Min. | Falli | Falli | Tiri da 2 | Tiri da 2 | Tiri da 2 | Tiri da 3 | Tiri da 3 | Tiri da 3 | Tiri Liberi | Tiri Liberi | Tiri Liberi | Rimbalzi | Rimbalzi | Rimbalzi | Stopp. | Stopp. | Palle | Palle | Ass | Val. | Val.  | A+dP |
| Giocatrice          | Pr      | PG      | SF      | Pun | Min. | C     | S     | R         | T         | %         | R         | T         | %         | R           | T           | %           | O        | D        | T        | D      | S      | P     | R     | Ass | Lega | OER   | A+dP |
| ------------------- | ------- | ------- | ------- | --- | ---- | ----- | ----- | --------- | --------- | --------- | --------- | --------- | --------- | ----------- | ----------- | ----------- | -------- | -------- | -------- | ------ | ------ | ----- | ----- | --- | ---- | ----- | ---- |
| Ashley Walker       | 30      | 30      | 28      | 415 | 877  | 68    | 97    | 136       | 279       | 48,7      | 23        | 71        | 32,4      | 74          | 94          | 78,7        | 70       | 139      | 209      | 24     | 6      | 56    | 81    | 36  | 521  | 12,73 | 61   |
| Ashleigh Fontenette | 30      | 29      | 26      | 348 | 870  | 45    | 93    | 99        | 240       | 41,2      | 28        | 84        | 33,3      | 66          | 85          | 77,6        | 40       | 82       | 122      | 2      | 9      | 48    | 70    | 74  | 391  | 7,67  | 96   |
| Marie Růžičková     | 30      | 30      | 30      | 308 | 845  | 66    | 38    | 140       | 286       | 49,0      | 1         | 7         | 14,3      | 25          | 47          | 53,2        | 84       | 158      | 242      | 14     | 6      | 61    | 47    | 34  | 376  | 12,34 | 20   |
| Debora Carangelo    | 30      | 30      | 23      | 292 | 722  | 55    | 85    | 55        | 101       | 54,5      | 49        | 148       | 33,1      | 35          | 51          | 68,6        | 25       | 95       | 120      | 6      | 5      | 64    | 83    | 47  | 348  | 15,25 | 66   |
| Milica Mićović      | 30      | 30      | 25      | 163 | 653  | 49    | 33    | 36        | 100       | 36,0      | 22        | 87        | 25,3      | 25          | 31          | 80,6        | 10       | 61       | 71       | 1      | 5      | 58    | 25    | 48  | 94   | 5,19  | 15   |
| Caterina Dotto      | 30      | 29      | 8       | 152 | 567  | 56    | 47    | 48        | 121       | 39,7      | 10        | 36        | 27,8      | 26          | 32          | 81,2        | 11       | 42       | 53       | 1      | 11     | 61    | 37    | 56  | 113  | 9,50  | 32   |
| Silvia Favento      | 29      | 27      | 5       | 112 | 407  | 22    | 8     | 16        | 42        | 38,1      | 26        | 90        | 28,9      | 2           | 3           | 66,7        | 9        | 44       | 53       |        | 1      | 14    | 18    | 13  | 76   | 7,84  | 17   |
| Martina Sandri      | 28      | 27      | 2       | 99  | 413  | 43    | 18    | 25        | 48        | 52,1      | 12        | 39        | 30,8      | 13          | 17          | 76,5        | 22       | 39       | 61       | 1      | 1      | 30    | 14    | 9   | 74   | 6,52  | -7   |
| Francesca Melchiori | 30      | 28      | 3       | 50  | 346  | 37    | 17    | 13        | 37        | 35,1      | 7         | 35        | 20,0      | 3           | 8           | 37,5        | 11       | 15       | 26       |        | 6      | 14    | 27    | 21  | 27   | 10,33 | 34   |
| Lorela Cubaj        | 28      | 24      |         | 23  | 241  | 30    | 8     | 10        | 33        | 30,3      | 0         | 2         | 0,0       | 3           | 8           | 37,5        | 13       | 32       | 45       | 6      | 1      | 13    | 11    | 9   | 28   | 3,78  | 7    |
| Anna Togliani       | 16      | 7       |         | 11  | 55   | 8     | 3     | 1         | 8         | 12,5      | 2         | 8         | 25,0      | 3           | 4           | 75,0        | 4        | 1        | 5        |        | 1      | 4     | 4     | 1   | -3   | 0,22  | 1    |
| Sara Madera         | 9       | 3       |         | 5   | 21   | 1     | 2     | 1         | 7         | 14,3      |           |           |           | 3           | 3           | 100,0       |          | 1        | 1        |        |        |       | 2     |     | 3    | 0,27  | 2    |
| Elena Castello      | 5       | 2       |         | 2   | 8    |       |       | 1         | 1         | 100,0     | 0         | 1         | 0,0       |             |             |             | 1        | 1        | 2        |        |        |       |       |     | 3    | 0,20  |      |
| Giulia Togliani     | 3       |         |         |     |      |       |       |           |           |           |           |           |           |             |             |             |          |          |          |        |        |       |       |     |      | 0,00  |      |

- Eurocoppa: stagione regolare e play-off

| Giocatrice          | Partite | Partite | Partite | Pun | Min. | Falli C | Tiri da 2 | Tiri da 2 | Tiri da 2 | Tiri da 3 | Tiri da 3 | Tiri da 3 | Tiri Liberi | Tiri Liberi | Tiri Liberi | Rimbalzi | Rimbalzi | Rimbalzi | Stopp. D | Palle | Palle | Ass | +/- | Ef  |
| Giocatrice          | Pr      | PG      | SF      | Pun | Min. | Falli C | R         | T         | %         | R         | T         | %         | R           | T           | %           | O        | D        | T        | Stopp. D | P     | R     | Ass | +/- | Ef  |
| ------------------- | ------- | ------- | ------- | --- | ---- | ------- | --------- | --------- | --------- | --------- | --------- | --------- | ----------- | ----------- | ----------- | -------- | -------- | -------- | -------- | ----- | ----- | --- | --- | --- |
| Marie Růžičková     | 10      | 10      | 10      | 152 | 323  | 26      | 66        | 114       | 57,9      | 3         | 5         | 60,0      | 11          | 16          | 68,8        | 31       | 58       | 89       | 3        | 18    | 13    | 21  | 52  | 205 |
| Ashley Walker       | 10      | 9       | 8       | 140 | 300  | 25      | 48        | 83        | 57,8      | 9         | 31        | 29,0      | 17          | 24          | 70,8        | 24       | 53       | 77       | 7        | 20    | 20    | 26  | 49  | 186 |
| Ashleigh Fontenette | 10      | 10      | 10      | 108 | 330  | 21      | 29        | 84        | 34,5      | 6         | 23        | 26,1      | 32          | 41          | 78,0        | 7        | 35       | 42       | 0        | 13    | 22    | 37  | 49  | 115 |
| Debora Carangelo    | 10      | 10      | 9       | 91  | 264  | 19      | 7         | 23        | 30,4      | 21        | 70        | 30,0      | 14          | 17          | 82,4        | 9        | 34       | 43       | 1        | 20    | 7     | 34  | 50  | 88  |
| Milica Mićović      | 10      | 9       | 8       | 58  | 236  | 12      | 9         | 28        | 32,1      | 11        | 30        | 36,7      | 7           | 7           | 100,0       | 3        | 20       | 23       | 0        | 16    | 6     | 19  | 36  | 52  |
| Caterina Dotto      | 9       | 9       | 1       | 37  | 160  | 18      | 10        | 27        | 37,0      | 2         | 14        | 14,3      | 11          | 16          | 68,8        | 5        | 12       | 17       | 0        | 17    | 5     | 20  | -4  | 28  |
| Silvia Favento      | 10      | 7       | 2       | 25  | 105  | 11      | 3         | 7         | 42,9      | 6         | 21        | 28,6      | 1           | 2           | 50,0        | 4        | 14       | 18       | 0        | 5     | 7     | 4   | 12  | 29  |
| Francesca Melchiori | 10      | 10      |         | 21  | 127  | 17      | 6         | 10        | 60,0      | 2         | 10        | 20,0      | 3           | 6           | 50,0        | 0        | 6        | 6        | 0        | 8     | 8     | 8   | 27  | 20  |
| Martina Sandri      | 10      | 10      | 2       | 19  | 129  | 14      | 4         | 13        | 30,8      | 3         | 14        | 21,4      | 2           | 4           | 50,0        | 8        | 13       | 21       | 1        | 8     | 2     | 2   | -12 | 15  |
| Lorela Cubaj        | 9       | 7       |         | 2   | 48   | 9       | 1         | 8         | 12,5      |           |           |           |             |             |             | 2        | 6        | 8        | 2        | 3     | 0     | 3   | 4   | 5   |
| Anna Togliani       | 4       | 1       |         | 0   | 2    |         |           |           |           |           |           |           |             |             |             |          |          |          |          |       |       |     | -8  | 0   |
| Elena Castello      | 2       | 0       |         |     |      |         |           |           |           |           |           |           |             |             |             |          |          |          |          |       |       |     |     |     |
| Sara Madera         | 2       | 0       |         |     |      |         |           |           |           |           |           |           |             |             |             |          |          |          |          |       |       |     |     |     |
| Giulia Togliani     | 2       | 0       |         |     |      |         |           |           |           |           |           |           |             |             |             |          |          |          |          |       |       |     |     |     |
| Totale              | Totale  | Totale  | Totale  | 653 |      |         | 183       | 397       | 46,1      | 63        | 218       | 28,9      | 98          | 133         | 73,7        |          |          |          |          |       |       |     |     |     |